# Бурж-5 (кантон)
Бурж-5 (фр. Bourges-5) — кантон во Франции, находится в регионе Центр, департамент Шер. Входит в состав округа Бурж.
Код INSEE кантона — 1834. В кантон Бурж-5 входит одна коммуна — Бурж.
Население кантона на 2007 год составляло 11 588 человек.